# Суперкубок Республики Конго по футболу
Суперкубок Республики Конго по футболу (фр. Supercoupe du Congo de football) — футбольный трофей в Республики Конго, который разыгрывают чемпион и обладатель Кубка Республики Конго по футболу.

## Список матчей
| Сезон | Победитель      | Счёт | Финалист    |
| ----- | --------------- | ---- | ----------- |
| 1995  | Этуаль дю Конго |      |             |
| 2009  | Леопардс        | 2-1  | Дьябль Нуар |
| 2011  | Леопардс        | 2-0  | Дьябль Нуар |
| 2019  | Этуаль дю Конго | 3-0  | Отохо д'Ойо |

## Победители по клубам
| Клуб            | Город      | Побед | Сезоны     |
| --------------- | ---------- | ----- | ---------- |
| Этуаль дю Конго | Браззавиль | 2     | 1995, 2019 |
| Леопардс        | Лубомо     | 2     | 2009, 2011 |